# Urs Kälin
Urs Kälin (Bennau, 26 de febrero de 1966) es un deportista suizo que compitió en esquí alpino.
Participó en tres Juegos Olímpicos de Invierno, entre los años 1992 y 1998, obteniendo una medalla de plata en Lillehammer 1994, en la prueba de eslalon gigante.
Ganó dos medallas de plata en el Campeonato Mundial de Esquí Alpino, en los años 1991 y 1996. En la Copa del Mundo consiguió tres victorias y trece podios en total.
Tras retirarse en 2001, asumió un puesto directivo en la fábrica suiza de esquís Stöckli.

## Palmarés internacional
| Juegos Olímpicos   | Juegos Olímpicos               | Juegos Olímpicos | Juegos Olímpicos |
| Año                | Lugar                          | Medalla          | Prueba           |
| ------------------ | ------------------------------ | ---------------- | ---------------- |
| 1994               | Lillehammer (Noruega)          | Medalla de plata | Eslalon gigante  |
| Campeonato Mundial |                                |                  |                  |
| Año                | Lugar                          | Medalla          | Prueba           |
| 1991               | Saalbach-Hinterglemm (Austria) | Medalla de plata | Eslalon gigante  |
| 1996               | Sierra Nevada (España)         | Medalla de plata | Eslalon gigante  |